# Confederación de Partidos Conservadores
La Confederación de Partidos Conservadores fue un partido político español existente entre 1976 y 1981.

## Historia
Fue inscrita oficialmente en el Registro de Partidos Políticos del Ministerio el Interior el 4 de diciembre de 1976 y su sede social se encontraba en Madrid. La componían políticos de derechas como José María Valiente –quien se había retirado de la Unión Nacional Española en junio de ese año– y otros partidos menores de corte conservador. Llamó a votar favorablemente en el Referéndum sobre el Proyecto de Ley para la Reforma Política.
En septiembre de 1977 intentó oponerse —sin éxito— a la inscripción del Partido Conservador Español liderado por Enrique Villoria. En las elecciones generales de 1979 formó parte de la Coalición Democrática —desde el 17 de enero de dicho año— junto a otros partidos y movimientos de derechas. En febrero de 1981, sus integrantes acordaron unirse definitivamente en la Federación de Alianza Popular.